# Pyramica margaritae
Pyramica margaritae är en myrart som först beskrevs av Auguste-Henri Forel 1893.  Pyramica margaritae ingår i släktet Pyramica och familjen myror. Inga underarter finns listade i Catalogue of Life.

## Bildgalleri